# João Fernandes de Riba de Vizela
João Fernandes de Riba de Vizela (morto antes de 1208), filho de Fernão Peres de Guimarães e de Usco Godins de Lanhoso—filha de Godinho Fafes de Lanhoso e de Ouroana Mendes de Riba Douro, sobrinha de Egas Moniz, o Aio—foi um Cavaleiro medieval português, rico-homem da casa e corte do rei Sancho I de Portugal de quem foi mordomo-mo entre 1190 e 1206 e dono de um vasto património a Norte e a Sul do Douro.

## Matrimónios e descendência
Foi casado duas vezes, a primeira vez com Marinha Moniz Varela de quem teve a:
- Fernão Anes Cheira, rico-homem na corte do rei Sancho II, casou cerca de 1228 com Maria Mendes da Silva[4]
- Afonso Anes de Cambra (m. antes de Março de 1272) casou com Urraca Pires Ribeiro,[5]   filha de Pedro Nunes, senhor de Parada "o Pestanas de Cão" e de Maria Soares.
- Pero Anes de Cambra, possivelmente o pai de Estêvão Pires de Cambra, esposo de Margarida Viegas de Riba Douro.[6]

Sua segunda esposa foi Maria Soares de Sousa. Foi deste casamento que descenderam os herdeiros dos bens e senhorios da Maia. Deste matrimónio nasceram:
- Martim Anes de Riba de Vizela (m. depois de 1240) casou com Estevainha Pais Gabere.[8]
- Maria Anes I de Riba de Vizela casou com João Soares de Paiva.
- Teresa Anes de Riba de Vizela, a esposa de Paio Viegas de Alvarenga, filho de Egas Afonso de Ribadouro e de Sancha Pais de Toronho.